# Argyrodella pusillus
Argyrodella pusillus är en spindelart som först beskrevs av Michael Ilmari Saaristo 1978.  Argyrodella pusillus ingår i släktet Argyrodella och familjen klotspindlar.
Artens utbredningsområde är Seychellerna. Inga underarter finns listade i Catalogue of Life.